# Säyneinen (quartier)
Säyneinen est un quartier de Kuopio en Finlande.

## Description
Säyneinen est le 71ème quartier de Kuopio.
Le village est le centre de l'ancienne municipalité de Säyneinen, qui a été fusionnée avec Juankoski en 1971 et au début de 2017, avec Juankoski à Kuopio.

## Lieux et monuments

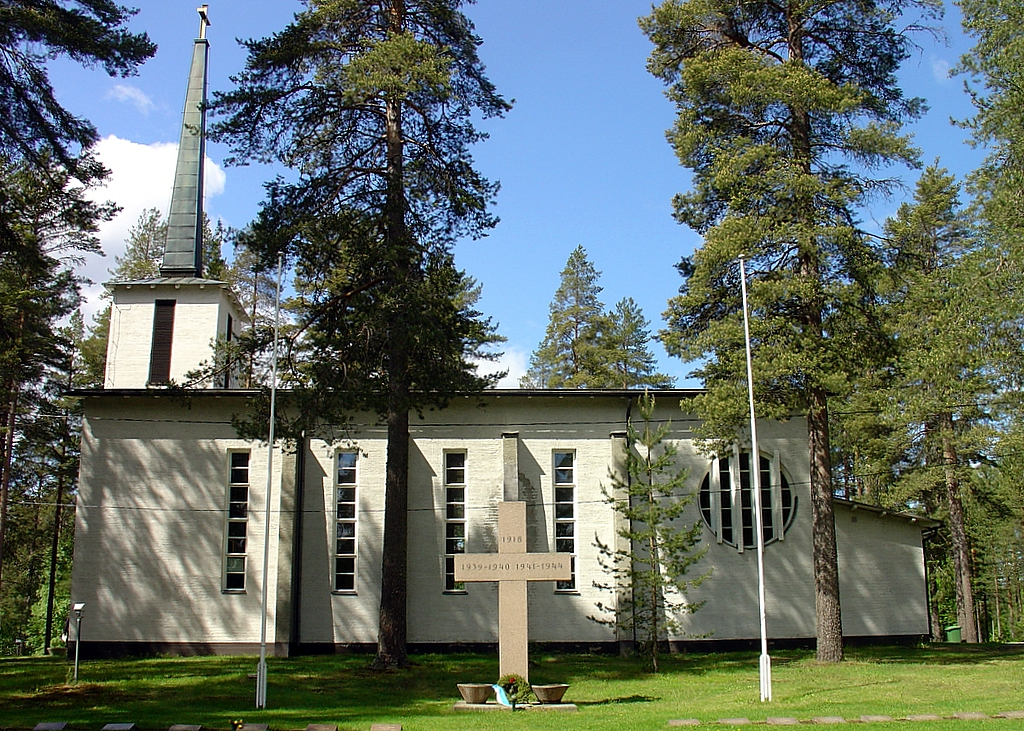
Église de Säyneinen.
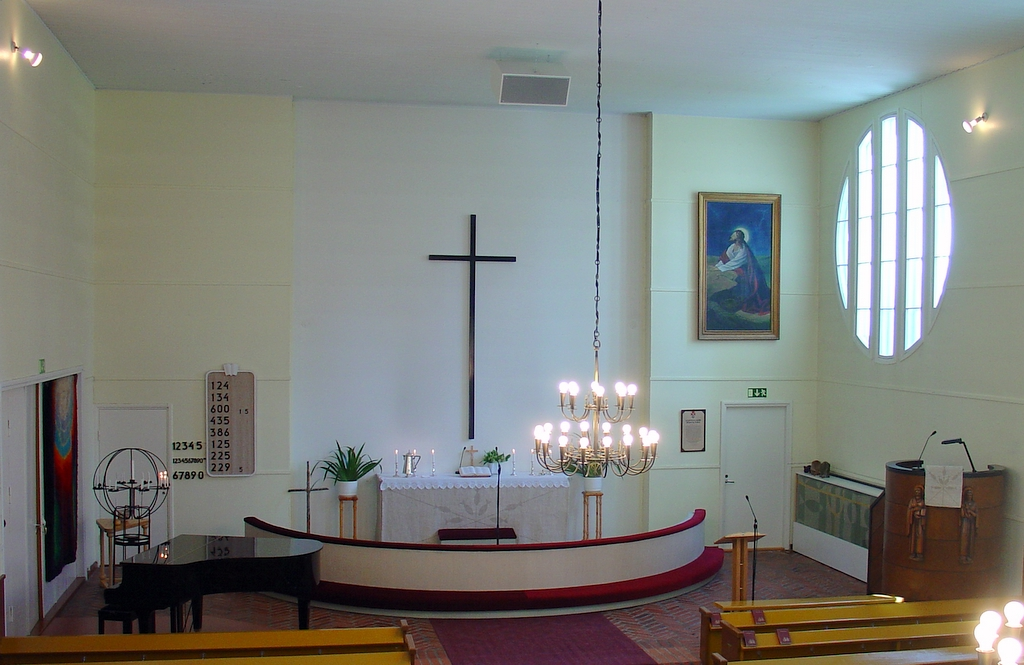
Église de Säyneinen.